# جادوگر شهر از (فیلم ۱۹۲۵)
جادوگر شهر از (انگلیسی: Wizard of Oz) فیلمی در ژانر فانتزی به کارگردانی لری سمون است که در سال ۱۹۲۵ منتشر شد.

## بازیگران
- لری سمون
- برایانت واشبرن
- ویرجینیا پیرسون
- اولیور هاردی
- چارلز ماری
- ماری کار
- فرانک الکساندر
- جوزف سوئیکارد
- اسپنسر بل
- ویلیام هابر
- اسپنسر بل
- کرتیس مک‌هنری